# Elsø Sogn
Elsø Sogn er et sogn i Morsø Provsti (Aalborg Stift).
I 1800-tallet var Lødderup Sogn og Elsø Sogn annekser til Nykøbing M Sogn, som ligger i Nykøbing Mors. Annekserne hørte til Morsø Sønder Herred i Thisted Amt. Lødderup-Elsø sognekommune blev ved kommunalreformen i 1970 indlemmet i Morsø Kommune.
I Elsø Sogn ligger Elsø Kirke.
I sognet findes følgende autoriserede stednavne:
- Elsø (bebyggelse, ejerlav)
- Torshøj (areal)